# Tupaia minor
Tupaia minor là một loài động vật có vú trong họ Tupaiidae, bộ Scandentia. Loài này được Günther mô tả năm 1876.

## Hình ảnh

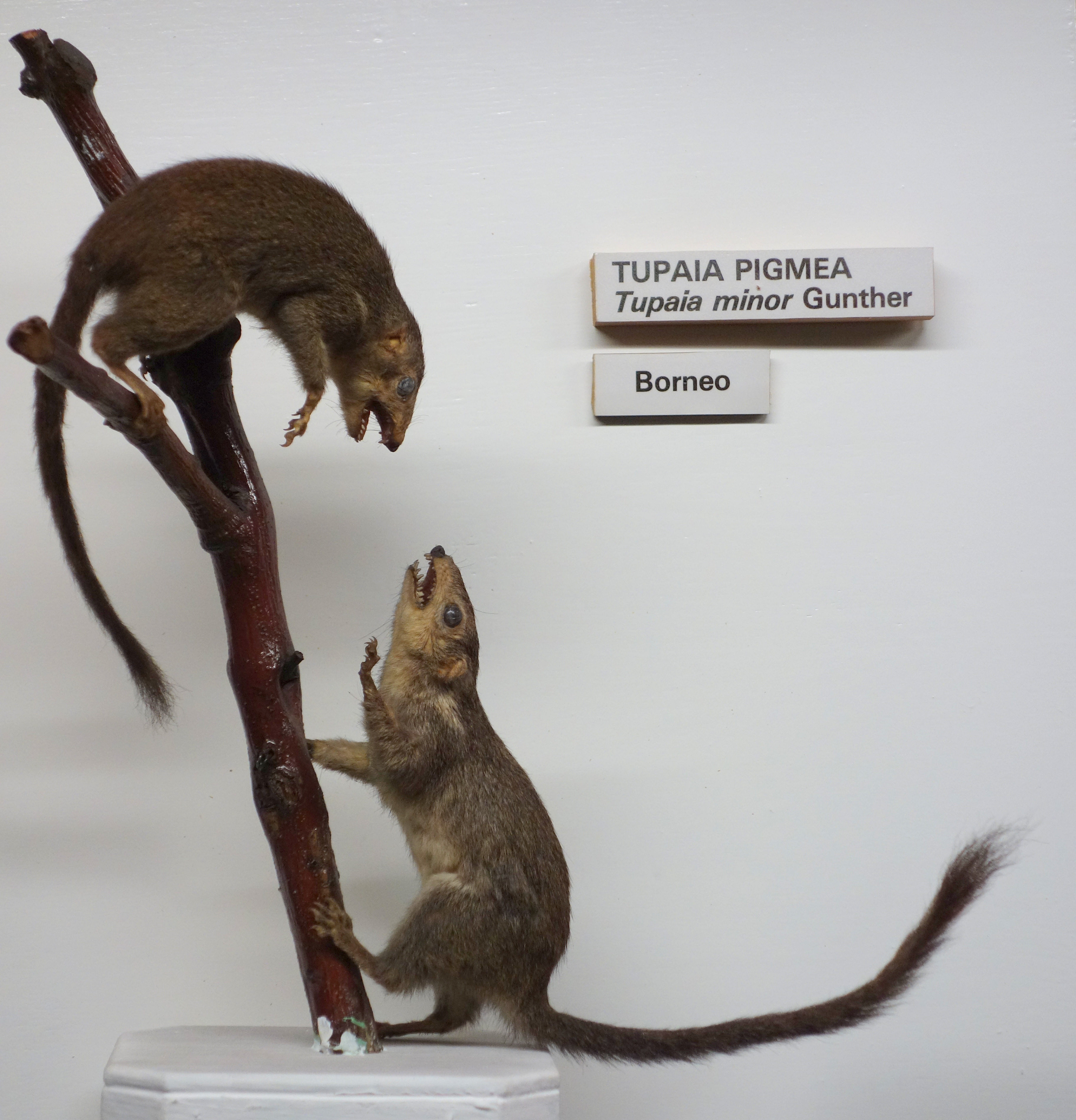